# Kittipat Wongsombat
Kittipat Wongsombat (thailändisch กิตติภัทร วงศ์, * 10. Oktober 1990), auch als The Boss bekannt, ist ein thailändischer Fußballspieler.

## Karriere
Kittipat Wongsombat stand bis Ende 2014 bei Thai Honda Ladkrabang unter Vertrag. Der Verein aus der thailändischen Hauptstadt Bangkok spielte in der dritten Liga, der Regional League Division 2, in der Bangkok Region. 2014 wurde der Klub Meister und stieg in die zweite Liga auf. Nach dem Aufstieg verließ er den Klub und schloss sich dem Drittligisten Udon Thani FC aus Udon Thani an. Ende 2016 wurde er Meister mit Udon Thani und stieg wieder in die zweite Liga auf. Der Zweitligist Lampang FC aus Lampang nahm ihn Anfang 2017 für ein Jahr unter Vertrag. Anfang 2018 unterschrieb er einen Vertrag beim Erstligisten Nakhon Ratchasima FC in Nakhon Ratchasima. Für den Klub aus Korat spielte er sechsmal in der ersten Liga, der Thai League. Mitte 2019 verließ er Korat und schloss sich dem Zweitligisten Chiangmai United FC aus Chiangmai an. Im März 2021 feierte er mit Chiangmai die Vizemeisterschaft und den Aufstieg in die erste Liga. Nach einer Saison in der ersten Liga musste er mit Chiangmai nach der Saison 2021/22 wieder in die zweite Liga absteigen. Nach insgesamt 71 Ligaspielen wurde sein Vertrag nach der Saison 2022/23 nicht verlängert. Zu Beginn der Saison 2023/24 unterschrieb er im Sommer 2023 einen Vertrag beim Drittligisten North Bangkok University FC. Mit dem Verein aus Bangkok spielte er in der Bangkok Metropolitan Region der Liga. Am Ende der Saison 2023/24 wurde er mit dem Verein Vizemeister der Region. In den Aufstiegsspielen zur zweiten Liga konnte man sich jedoch nicht durchsetzen. Nach einer Spielzeit wechselte er im Sommer 2024 in die North/Eastern Region. Hier schloss er sich in Udon Thani dem Drittligisten Udon United FC an.

## Erfolge
Thai Honda Ladkrabang
- Regional League Division 2 – Bangkok: 2014  ▲

Udon Thani FC
- Regional League Division 2 – North/East: 2016  ▲

Chiangmai United FC
- Thailändischer Zweitligavizemeister: 2020/21  ▲